# Leptoneta nigrabdomina
Leptoneta nigrabdomina är en spindelart som beskrevs av Zhu och I-Min Tso 2002. Leptoneta nigrabdomina ingår i släktet Leptoneta och familjen Leptonetidae.
Artens utbredningsområde är Taiwan. Inga underarter finns listade i Catalogue of Life.